# Rose au Rue
Rose au Rue (ook Rosiru genoemd) is een verlaten nederzetting op Merasheen Island in de Canadese provincie Newfoundland en Labrador. De op heden vrijwel volledig verdwenen nederzetting was in de eerste helft van de twintigste eeuw de belangrijkste walvisvaardersplaats van het Dominion Newfoundland.

## Geografie
Rose au Rue bevond zich aan de oostkust van Merasheen Island, een eiland dat met een lengte van 35 km het grootste eiland van Newfoundlands zuidelijke Placentia Bay is. Het plaatsje was gelegen aan een kleine inham die beschermd wordt door Rose au Rue Island, een kleiner eiland dat minder dan een halve kilometer verder oostwaarts gelegen is.

## Toponymie
De plaats was vernoemd naar het recht er tegenover gelegen Rose au Rue Island. Dat eiland heeft paarsrode rotsen waardoor de Fransen het oorspronkelijk de naam roches roux ("rode rotsen") gaven. Die naam werd al snel verbasterd tot Rose au Rue ("roos op straat") en later door de voornamelijk Engelstalige bevolking in sommige instanties nog verder tot Rosiru.

## Geschiedenis

### Vroege geschiedenis
De geschiedenis van Rose au Rue gaat terug tot de late 19e eeuw. In 1884 werd er voor het eerst gewag gemaakt van de plaats; er woonde toen één huishouden. In 1891 woonden er twee huishoudens die tezamen 11 inwoners telden. Jarenlang was het vermoedelijk grotendeels een seizoensgebonden nederzetting die gefrequenteerd werd door vissers uit het nabijgelegen Port Royal (op Long Island).

### Walvisvaart
In 1901 begon de Newfoundland Steam Whaling Company in de kleine outport aan de bouw van een fabriek voor de verwerking van gevangen walvissen. Een jaar later begon de productie en in 1904 was de productie op volle kracht. In 1910 werd de fabriek overgenomen door Bowring Brothers onder de naam Rosiru Whaling Company. In 1915 – na ruim 700 walvissen verwerkt te hebben – sloot de fabriek wegens de lage walvisbestanden en de lage prijzen van walvisolie.
In 1923 opende de fabriek opnieuw onder leiding van de Noorse kapitein Amund Anonsen van de Newfoundland Whaling Company. De fabriek had in die periode een tumultueus bestaan en ging tweemaal failliet in de periode tussen 1923 en 1937. Toen stapte de Salveston's Polar Whaling Company mee in de noodlijdende zaak, dewelke ze volledig overnamen in 1939. In 1940 werd de fabriek verkocht aan de Marine Oils Company en ging ze onder leiding staan van de Noorse kapitein Olaf Olsen.
In 1944 werden de walvisverwerkingsfabriek en de bijhorende gebouwen vrijwel volledig vernietigd door een ernstige brand. Het weinige materiaal dat nog bruikbaar was werd allemaal verscheept naar Olsens andere walvisverwerkingscentrum Williamsport (op het Great Northern Peninsula).
Hoewel de fabriek tijdens haar bestaan soms een tijd stil lag, stelde ze doorheen haar bestaan gemiddeld genomen tot wel honderd mannen te werk. De arbeiders kwamen uit de nabijgelegen eilandgemeenschappen Port Royal, Merasheen en Ragged Islands en verbleven er in barakken. Er woonden al die jaren slechts een tot twee huishoudens permanent in Rose au Rue, daar de walvisvaart een seizoensgebonden nijverheid is. De permanente bewoners van de plaats bestonden meestal louter uit de conciërge van de fabriek met zijn gezin, naast een occasioneel vissersgezin. Alles tezamen werden er te Rose au Rue ruim 2000 walvissen verwerkt.

### Verlating van de plaats
Na de vernietiging van de fabriek in 1944 bleef enkel het huishouden van de visser Chelsey Ingrim over in Rose au Rue. In of kort na 1946 hervestigden zij naar elders waardoor de plaats na meer dan zes decennia ophield te bestaan. Sindsdien was er nu en dan een visser met een blokhut nabij de voormalige plaats, maar van een nederzetting is geen sprake meer. In de 21e eeuw blijven er amper nog zichtbare restanten over.